# Prawa zachowania
Prawa zachowania – prawa fizyki stwierdzające, że w układach fizycznych izolowanych od otoczenia określone wielkości fizyczne pozostają stałe. Istnieją zarówno zasady zachowania obowiązujące bezwzględnie, jak i zasady zachowania słuszne tylko dla niektórych procesów.
Wielkości zachowywane bezwzględnie to energia, pęd, moment pędu, ładunek elektryczny, a także – według danych doświadczalnych – liczba barionowa i liczba leptonowa.
Do wielkości zachowywanych tylko w niektórych procesach zalicza się parzystość (zachowywana w oddziaływaniach silnych i elektromagnetycznych, a nie zachowywana w oddziaływaniach słabych) oraz izospin (zachowywany jedynie w oddziaływaniach silnych).
Zasady zachowania są związane z niezmienniczością (symetrią) teorii fizycznych względem określonych grup przekształceń. Zasady zachowania energii, pędu i momentu pędu są związane z symetriami czasoprzestrzeni, odpowiednio z: przesunięciami w czasie, przesunięciami w przestrzeni i obrotami; zasada zachowania ładunku elektrycznego jest związana z niezmienniczością względem tzw. transformacji cechowania.